# Jurnalul (film)
Jurnalul (engleză: The Notebook) este un film american de dragoste din 2004 regizat de Nick Cassavetes, cu Ryan Gosling și Rachel McAdams. Filmul este bazat pe romanul omonim scris de Nicholas Sparks.

## Prezentare
Filmul spune o poveste de dragoste și toate luptele  pe care cei doi protagoniști le duc pentru a-și îndeplini visul de a fi împreună. Tehnica de prezentarea a firului poveștii este cel al povestirii în ramă. Filmul debutează cu prezentarea personajului principal masculin într-un  azil de bătrâni. Se aproprie de o doamnă , care aflăm mai târziu că este soția lui, dar suferă de o boală care o face să-și piardă memoria. El se afla acolo de când aceasta s-a îmbolnăvit. Relația cu ea o începe ca și cum s-ar cunoaște și o cucerește pentru a doua oară citindu-i propriile amintiri. A două poveste (povestea în ramă)  începe descoperirea de către  Allie a poveștii de dragoste pe care a trăit-o în tinerețe alături de Noah. Este intrigant pentru ea de ce cartea, pe care  Noah o citește,  este scrisă cu mâna și nu este tipărită, ca orice carte obișnuită. Acesta motivează că a aparținut unei persoane foarte dragi și că acum dorește să împărtășească bucuria de a o reciti cu ea. Relația dintre cei doi se aproprie și Allie are momente de luciditate și își aduce aminte de toate clipele petrecute lângă iubitul ei. În momentele de luciditate îi spune soțului ei să aibă grijă de familia pe care au format-o și că îi pare rau de situația actuală. Povestea din ramă este axată pe lupta lor de a rămâne împreună, când părinții ei erau cu totul împotrivă. În tinerețe, s-au întâlnit într-o vară într-un orașel mic unde tatăl lui Allie a fost  detașat să supervizeze o fabrică. Aceștia s-au cunoscut din întâmplare, iar Allie era pentru Noah ceva imposibil de atins. Acest lucru i-a unit și mai tare pentru că ceea ce îți este interzis te atrage. Timpul a trecut și Noah îi arată lui Allie un loc special: o casa. Îi spune că visul său este acela de a o reconstrui pentru că mai târziu să poată locui împreună. Vara trece și Allie pleacă fără să apuce să își ia rămas bun de la Noah. După puțin timp el se înrolează în armată și plecă. Între timp la insistențele părinților se logodește cu alt băiat. Renunță la el pentru că în ziua nunții vede o fotografie cu Noah în ziar, cum încerca să vândă casa, pe care a făcut-o cu banii de pe casa parintilor lui  si din împrumutul de la banca . Ea revine la el și trăiesc trei zile de poveste, dar părinții ei vin după ea. În acel moment se decide să-și înceapă viață împreună. Privind filmul cu ochi critic pot spune că este în genul de poveste „Cenulăreasa”, pentru că are un final fericit  în sensul că cei doi rămân împreună. Acțiunea se desfășoară pe momentele subiectului, atât în povestea cadru cât și în povestea din ramă. Acestă tehnică de prezentarea  a poveștii este cea care atrage pentru că întriga este expusă chiar la începutul filmului. Povestea este una ficțională, dar poate fi și adevărată pentru că reprezintă de fapt încercările vieții pentru împlinirea dragostei .Prin tehnica folosită atrage publicul și prezintă intr-un mod original povestea. Inclusiv mesajul transmis este unul original și în același timp cunoscut de generații: lupta pentru dragoste ( transmisa din tata-n fiu) și sacrificiile pentru înfăptuirea dragostei ( original) .Fiind vorba de un film se poate observa o evoluție a personajelor. De la primul contact cu ele se vede maturizarea, transformarea în funcție de acțiunile lor în raport cu ele însăși și cu celelalte personaje. Acțiunea filmului atrage și prin continuitatea ei, chiar daca tehnica de povestire este în ramă.  “ Dacă nu se întâmpla nimic nu există poveste” este o frază ce stă la bază filmului pentru că acțiunea urmărită pe micul ecran creează diferite reacții și senzații în funcție de percepțiile fiecăruia. Este un film bun, pentru că spune o poveste general valabilă, pentru că reinventează mitul iubirii și al luptei pentru realizarea ei prin caracteristicile personajelor și prin modalitatea de expunere a poveștii.